# Martin Tenk
Martin Tenk (Ostrava, 8 febbraio 1972) è un ex tiratore a segno ceco.

## Palmarès

### Olimpiadi
- 1 medaglia:
  - 1 bronzo (Sydney 2000 nella pistola 50 metri)